# Inversiula nutrix
Inversiula nutrix är en mossdjursart som beskrevs av Jullien 1888. Inversiula nutrix ingår i släktet Inversiula och familjen Inversiulidae. Inga underarter finns listade i Catalogue of Life.